# Okapi BM25
Okapi BM25 — функция ранжирования, используемая поисковыми системами для упорядочивания документов по их релевантности данному поисковому запросу. Она основывается на вероятностной модели, разработанной в 1970-х и 1980-х годах Стивеном Робертсоном, Карен Спарк Джонс и другими.
Сама функция носит название BM25 (BM от англ. best match), но её часто называют «Okapi BM25» по названию поисковой системы Okapi, созданной в Лондонском городском университете в 1980-х и 1990-х годах, в которой эта функция была впервые применена.
BM25 и его различные более поздние модификации (например, BM25F) представляют собой современные TF-IDF-подобные функции ранжирования, широко используемые на практике в поисковых системах. В веб-поиске эти функции ранжирования часто входят как компоненты более сложной, часто машинно-обученной, функции ранжирования.

## Функция ранжирования
BM25 — поисковая функция на неупорядоченном множестве термов («мешке слов») и множестве документов, которые она оценивает на основе встречаемости слов запроса в каждом документе, без учёта взаимоотношений между ними (например, близости). Это не одна функция, а семейство функций с различными компонентами и параметрами. Одна из распространенных форм этой функции описана ниже.
Пусть дан запрос {\displaystyle Q}, содержащий слова {\displaystyle q_{1},...,q_{n}}, тогда функция BM25 даёт следующую оценку релевантности документа {\displaystyle D} запросу {\displaystyle Q}:
{\displaystyle {\text{score}}(D,Q)=\sum _{i=1}^{n}{\text{IDF}}(q_{i})\cdot {\frac {f(q_{i},D)\cdot (k_{1}+1)}{f(q_{i},D)+k_{1}\cdot (1-b+b\cdot {\frac {|D|}{\text{avgdl}}})}},}
где {\displaystyle f(q_{i},D)} есть частота слова (англ. term frequency, TF) {\displaystyle q_{i}} в документе {\displaystyle D}, {\displaystyle |D|} есть длина документа (количество слов в нём), а {\displaystyle avgdl} — средняя длина документа в коллекции. {\displaystyle k_{1}} и {\displaystyle b} — свободные коэффициенты, обычно их выбирают как {\displaystyle k_{1}=2.0} и {\displaystyle b=0.75}.
{\displaystyle {\text{IDF}}(q_{i})} есть обратная документная частота (англ. inverse document frequency, IDF) слова {\displaystyle q_{i}}.  Есть несколько толкований IDF и небольших вариации его формулы. Классически, она определяется как:
{\displaystyle \log {\frac {N}{n(q_{i})}},}
где {\displaystyle N} есть общее количество документов в коллекции, а {\displaystyle n(q_{i})} — количество документов, содержащих {\displaystyle q_{i}}. Но чаще применяются «сглаженные» варианты этой формулы, например:
{\displaystyle {\text{IDF}}(q_{i})=\log {\frac {N-n(q_{i})+0.5}{n(q_{i})+0.5}},}
Вышеуказанная формула IDF имеет следующий недостаток. Для слов, входящих в более чем половину документов из коллекции, значение IDF отрицательно. Таким образом, при наличии любых двух почти идентичных документов, в одном из которых есть слово, а в другом — нет, второй может получить бо́льшую оценку.
Иными словами, часто встречающиеся слова испортят окончательную оценку документа. Это нежелательно, поэтому во многих приложениях вышеприведённая формула может быть скорректирована следующими способами:
- Игнорировать вообще все отрицательные слагаемые в сумме (что эквивалентно занесению в стоп-лист и игнорированию всех соответствующих высокочастотных слов);
- Налагать на IDF некоторую нижнюю границу {\displaystyle \varepsilon }: если IDF меньше {\displaystyle \varepsilon }, то считать её равной {\displaystyle \varepsilon }.
- Использовать другую формулу IDF, не принимающую отрицательных значений.

## Интерпретация IDF в теории информации
Положим, что поисковое слово {\displaystyle q} встречается в {\displaystyle n(q)} документах. Тогда случайно выбранный документ {\displaystyle D} содержит слово с вероятностью {\displaystyle {\frac {n(q)}{N}}} (где {\displaystyle N} есть мощность множества документов в коллекции). В таком случае информационная ценность фразы «{\displaystyle D} содержит {\displaystyle q}» будет такова:
{\displaystyle -\log {\frac {n(q)}{N}}=\log {\frac {N}{n(q)}}.}
Теперь положим, что имеется два поисковых слова {\displaystyle q_{1}} и {\displaystyle q_{2}}. Если они входят в документ независимо друг от друга, то вероятность обнаружить их в случайно выбранном документе {\displaystyle D} такова:
{\displaystyle {\frac {n(q_{1})}{N}}\cdot {\frac {n(q_{2})}{N}},}
и содержание этого события
{\displaystyle \sum _{i=1}^{2}\log {\frac {N}{n(q_{i})}}.}
Это примерно то, что выражается компонентой IDF в BM25.

## Модификации
- При экстремальных значениях коэффициента {\displaystyle b} в функции BM25 получаются функции ранжирования, известные под названиями BM11 (при {\displaystyle b=1}) и BM15 (при {\displaystyle b=0}).[1]
- BM25F[2] — модификация BM25, в которой документ рассматривается как совокупность нескольких полей (таких как, например, заголовки, основной текст, ссылочный текст), длины которых независимо нормализуются, и каждому из которых может быть назначена своя степень значимости в итоговой функции ранжирования.